# Sismo de João Câmara de 1986
O sismo de João Câmara, no estado brasileiro do Rio Grande do Norte, foi o maior de uma serie de abalos sísmicos ocorridos entre agosto e novembro de 1986 que destruíram a maior parte da cidade homônima. A sequência de tremores de terra que atingiu o município, foi a mais espetacular, melhor estudada e documentada atividade sísmica ocorrida no Brasil. Até hoje, a região de João Câmara registra atividade sismológica relevante. Em julho de 2019 foi registrado um tremor de 2.5 na Escala de magnitude de momento.

## Eventos
O primeiro evento, sentido pelos moradores e por parte da população de Natal, foi registrado em Brasília, em 21 de agosto de 1986 e alcançou magnitude 4.3 na Escala Richter. No mês seguinte em (3 e 5 de setembro, dois eventos com magnitudes 4.3 e 4.4, também sentidos, provocaram pequenos danos e foram acompanhados por várias outras réplicas. Nas semanas posteriores a sismicidade decresceu, mas, no dia 30 de novembro, as 03h32 (hora local), ocorreu o principal tremor de toda a série, com magnitude 5.1. Ele foi seguido por centenas de réplicas, quatro delas com magnitude maior ou igual a 4.0. Danos significativos ocorreram tanto na área urbana como na rural fazendo com que grande parte da população abandonasse a cidade.
Ações da Secretaria de Defesa Civil, além de entidades estaduais e federais, ajudaram a minimizar os problemas dos habitantes locais. Os sismos destruíram ou danificaram 4.000 casas e 500 delas foram reconstruídas adotando certas normas anti-sísmicas, desenvolvidas pelo Batalhão de Engenharia do Exército. Os grupos de sismologia da UnB, da USP e da UFRN desdobraram esforços para documentar, estudar e mesmo orientar as autoridades diante da constância dos abalos sísmicos. O Presidente da República e vários outros ministros visitaram a área atingida.